# Sødygtig
Begrebet sødygtig anvendes i en række love, bekendtgørelser og forskrifter om skibes sikkerhed samt sikkerhed til søs mere generelt. Også i fritidsbåde, joller, kanoer m.v. er fartøjets fører (den der sejler en jolle er også "fører" af denne) ansvarlig for, at fartøjet er i en sødygtig stand, når man sejler ud. Dette indebærer, at skibet eller fartøjet er i en sådan stand, at det er egnet til at gå til søs uden fare for skibet eller de ombordværende personer, eller til fare for at forurene havet.
Dette dækker meget bredt og indebærer blandt andet, at fartøjet skal være bygget og vedligeholdt i overensstemmelse med gældende regler, at det har det nødvendige udstyr om bord samt, at det er gjort "søklart", dvs. der er det nødvendige mandskab og de nødvendige forsyninger om bord og at luger, døre og lignende er lukket vejtæt.

## Krav
Sødygtighed er afhængig af fartsområde, skibsstørrelse og skibstype.
Generelt vil der være nogle forhold, der er gældende for alle skibstyper, og det er:
- Størrelse: Skibet/fartøjet har en størrelse, der passer til det/de påtænkte farvand/e som skibet skal besejle.
- Konstruktionen: Skibet/fartøjet er bygget iht. de bestemmelser, der gælder for det pågældende skib/fartøj.
- Stabilitet: Skibets stabilitet er i overensstemmelse med gældende regler.
- Udrustning/udstyr: Skibet/fartøjet har den/det fornødne udrustning/udstyr om bord, der sikrer sejladsen og overlevelse i påkomne tilfælde.
- Uddannelse: Besætningen har den fornødne tilpasset uddannelse, der sikrer skibets navigering og drift afhængig af skibet størrelse og funktion.
- Vedligeholdelsesstandard: Skibet/fartøjet skal have en vedligeholdelses standard, der opfylder minimumskravet til skibets/fartøjets styrke og udrustning.

Det findes nærmere beskrevet i f.eks. Bekendtgørelse af sømandsloven, og Bekendtgørelse af søloven.